# L'Echo
L'Echo es un diario de negocios belga, publicado por Mediafin y distribuido principalmente en Valonia y Bruselas. Es la edición en lengua francesa del diario flamenco De Tijd. 

## Historia
L'Echo fue publicado por primera vez el 22 de mayo de 1881. El diario es propiedad de Mediafin que es también propietario del diario flamenco de negocios De Tijd. Ambos diarios combinan información económica y financiera y otras noticias de interés.
L'Echo tiene su sede en Bruselas. En marzo de 2012 comenzó a ser publicado en formato berliner.

## Circulación
L'Echo vendía 260.000 ejemplares en la década de 1990. Sin embargo, el diario pasó a una circulación de 28,765 ejemplares en 2002, con una cuota de mercado del 4,5%. En 2012, sus ventas bajaron hasta 18,736 copias.